# Blanca cacereña
La blanca cacereña es una raza bovina autóctona de España en peligro de extinción. También se la conocía con el nombre de «raza extremeña».

## Morfología
Es eumétrica —alcanza el peso medio de la especie—, sublongilínea —ligeramente alargada—, muy rústica y poco evolucionada.
La cabeza es mediana y, su cara, larga. Su perfil frontonasal es recto. Sus cuernos, de sección circular con pistón —punta— verdoso, tienen forma de media luna o lira baja.
El cuello presenta papada discontinua y es más fuerte en los machos.
El tronco es de proporciones medias aunque su tercio anterior alcanza gran desarrollo. La línea dorsolumbar es horizontal o poco ensillada y la grupa es recta y larga con el sacro elevado.
Las extremidades son de longitud y aplomos buenos. Sus pezuñas son pequeñas y sin pigmentos, de color blanco sucio.
Su capa es blanca, y, sus mucosas, casi siempre despigmentadas. La piel, amarilla-anaranjada, es abundante. El pelo, muy denso, es blanco mate y se vuelve asalmonado en el tercio anterior.
El peso medio de los adultos es 450-550 kg (hembras) y 650-1000 kg (machos).

## Historia de la raza
Procede del Bos desertorum. Su origen es desconocido, la hipótesis más extendida es que fue traída a tierras extremeñas por los romanos, que sacrificaban los toros blancos de esta raza en honor al dios Júpiter.
Se usaba además como animal de trabajo, pero, por el uso cada vez mayor del asno y el mulo como animales de tiro primero, y por la mecanización agraria después, ha ido adaptando su aptitud para la producción de carne.
Gracias a un par de familias se ha conservado esta especie a lo largo de los años. A partir de 1960 el CENSYRA se hizo cargo de su conservación comprando animales a esas familias que las mantenían. 
Ha disminuido progresivamente su censo por ser desplazada por otras razas, de manera que hoy sólo cuenta con unos 500 ejemplares a modo de «banco de genes» en el CENSYRA de Badajoz, en la reserva biológica "El Baldío", en Talaván (Cáceres) de la 'Fundación Global Nature' en fincas de la Diputación de Cáceres y en explotaciones privadas, por lo que está en peligro de extinción.

## Sistema de explotación
Está perfectamente adaptada al ecosistema de la dehesa extremeña ya que es capaz de aprovechar cualquier pasto grosero que otras razas no son capaces de digerir o lo hacen con dificultad. Dado su escaso formato, tiene menos necesidades nutritivas que otras razas más selectas, por lo que no daña tanto el medio ambiente.
Los terneros eran comercializados a una edad de 5 a 8 meses, tras el destete.